# Cantabrotherium
Il cantabroterio (gen. Cantabrotherium) è un mammifero erbivoro estinto, appartenente ai perissodattili. Visse nell'Eocene medio – superiore (circa 45 – 38 milioni di anni fa) e i suoi resti fossili sono stati ritrovati in Spagna.

## Descrizione
Questo animale è noto principalmente per resti isolati di mascelle con denti, ed è quindi impossibile una ricostruzione dettagliata del suo aspetto. In ogni caso, dal raffronto con animali simili ma più conosciuti (ad esempio Palaeotherium) è possibile ipotizzare che Cantabrotherium fosse un grande quadrupede, dalla statura simile a quella di un odierno cavallo, dotato di membra forti e robuste e di un cranio allungato. I premolari erano di foggia primitiva, mentre i molari avevano una corona particolarmente alta (ipsodonti) ed erano dotati di creste molto oblique. 

## Classificazione
Cantabrotherium è un rappresentante dei paleoteridi, un gruppo di mammiferi perissodattili imparentati alla lontana con i cavalli, ma dall'aspetto piuttosto differente. Non è chiaro quali potessero essere le parentele di questo genere all'interno della famiglia, ma sembra plausibile avvicinarlo al genere Palaeotherium, anche se ne differiva per i molari marcatamente ipsodonti e dalle creste molto oblique. Cantabrotherium, inoltre, possedeva premolari non molarizzati, una caratteristica primitiva. 
Cantabrotherium venne descritto per la prima volta nel 1987, sulla base di resti fossili ritrovati nella zona di Llamaquique (Oviedo). In seguito sono stati rinvenuti altri resti in altre zone della Spagna (Guadalajara, Soria). Cantabrotherium è noto per due specie: la più antica e primitiva è C. casanovasae, di dimensioni minori e dai molari a corona leggermente più bassa; C. truyolsi, la specie tipo, era invece di grandi dimensioni (potrebbe rappresentare il più grande paleoteride noto) ed era dotato di molari dalla corona molto alta. 

## Paleoecologia
I molari a corona alta suggeriscono che Cantabrotherium  si nutrisse di vegetali duri e piuttosto coriacei, che dovevano essere processati in maniera efficiente. Nelle stesse zone vivevano altri paleoteridi dalle caratteristiche simili, benché di dimensioni minori, come Franzenium; è possibile che la Spagna, nell'Eocene superiore, avesse mantenuto un certo grado di isolamento a causa delle acque dell'Atlantico che ancora ricoprivano la parte occidentale del bacino dell'Ebro. Si sviluppò quindi una fauna autoctona di paleoteridi, forse adatti a un clima più secco e a un tipo di cibo più coriaceo.